# Odontochrydium
Odontochrydium  (лат.) — род ос-блестянок трибы Chrysidini из отряда перепончатокрылые насекомые. Азия, Африка.

## Описание
Мелкие осы-блестянки. Длина тела около 5 мм. Тело синее или зеленоватое с металлическими отблесками. Нижняя мезоплевра четырехзубчатая, задний зубец пальцевидный близко к метаплевре; вершинный край 3-го тергита метасомы трехзубый. Наличник и скапальная впадина удлиненные; поперечный фронтальный киль (transverse frontal carina, TFC) с ветвями, окружающими срединно-глазковую область; маленькие чёрные пятна на втором стерните 2 широко расставлены; крупный вид с крепким, широким, выпуклым габитусом. Предположительно, как и другие близкие виды паразитоиды различных ос (Eumenidae и Sphecidae), в гнезда которых откладывают свои яйца, как кукушки. Вышедшая из яйца личинка блестянки затем поедает личинку хозяина гнезда.

## Систематика и этимология
Таксон был впервые выделен в 1928 году в составе трибы Chrysidini из подсемейства Chrysidinae. Он чётко отличается от всех родственных родов сочетанием нескольких диагностических признаков, таких как удлиненный наличник, 
поперечно-микроребристая скапальная впадина трехзубчатого апикального края последнего видимого тергита, четырехзубчатая мезоплевра, наличие хорошо разделенных чёрных пятен на втором стерните и крепкий, широкий и выпуклый общий габитус. Odontochrydium наиболее близок к роду Praestochrysis Linsenmaier, 1959, отличаясь латеральными зубцами третьего метасомального тергита (у Odontochrydium их 3, но 5-7 у Praestochrysis) и удлиненным наличником.
- Odontochrydium arabicum  Soliman et Rosa, 2022 (Аравийский полуостров)
- Odontochrydium bicristatum Rosa, 2018  (Кения)
- Odontochrydium irregulare  (Mocsáry, 1914), широко распространенный в странах Африки к югу от Сахары (Ангола, Демократическая Республика Конго, Кения, Малави, Намибия, ЮАР, Уганда, Зимбабве) typus
  - = Odontochrydium trautmanni Brauns, 1928
- Odontochrydium xuii Rosa, 2018 (Индия)